# Márcio Amoroso
Márcio Amoroso dos Santos (Brasilia, 5 de julio de 1974) es un exfutbolista brasileño. Jugaba en la posición de delantero y su primer equipo fue Guaraní FC, club en el cual también se retiró.
Amoroso es sobrino del exfutbolista José Amoroso Filho, quién brillara como centrodelantero en clubes como Botafogo y Fluminense en la década de 1960, y de quién Amoroso heredaría su apodo deportivo.

## Selección nacional
Fue internacional con la selección de fútbol de Brasil. Disputó 20 partidos anotando 10 goles.

## Clubes
| Club              | País     | Año       |
| ----------------- | -------- | --------- |
| Guaraní FC        | Brasil   | 1992-1995 |
| Verdy Kawasaki    | Japón    | 1992-1996 |
| Udinese Calcio    | Italia   | 1996-1999 |
| Parma AC          | Italia   | 1999-2001 |
| Borussia Dortmund | Alemania | 2001-2004 |
| Málaga CF         | España   | 2004-2005 |
| São Paulo FC      | Brasil   | 2005      |
| AC Milan          | Italia   | 2006      |
| Corinthians       | Brasil   | 2006      |
| Grêmio            | Brasil   | 2007      |
| Aris FC           | Grecia   | 2008      |
| Guaraní FC        | Brasil   | 2009-2010 |

## Palmarés

### Campeonatos nacionales
| Título         | Club              | País     | Año     |
| -------------- | ----------------- | -------- | ------- |
| Copa J. League | Verdy Kawasaki    | Japón    | 1992    |
| Copa J. League | Verdy Kawasaki    | Japón    | 1993    |
| J. League      | Verdy Kawasaki    | Japón    | 1993    |
| 1. Bundesliga  | Borussia Dortmund | Alemania | 2001/02 |

### Copas internacionales
| Título                 | Equipo (*)          | País / Sede | Año  |
| ---------------------- | ------------------- | ----------- | ---- |
| Copa América           | Selección de Brasil | Paraguay    | 1999 |
| Copa Libertadores      | São Paulo FC        | Brasil      | 2005 |
| Copa Mundial de Clubes | São Paulo FC        | Japón       | 2005 |

(*) Incluyendo la selección

### Distinciones individuales
| Distinción                               | Año     |
| ---------------------------------------- | ------- |
| Capocannoniere                           | 1998/99 |
| Máximo Goleador de la Bundesliga         | 2001/02 |
| Mejor Jugador del Campeonato de Alemania | 2002    |